# Ermita de Sant Josep (L'Énova)
L’ermita de Sant Josep de l'Énova, a la Ribera Alta, és un temple catòlic datat del segle xviii, catalogat com a Bé de Rellevància Local, en la categoria de Monument de interès local, amb la denominació d’Ermita de Sant Josep, mitjançant una declaració genèrica de la Generalitat Valenciana, amb codi: 46.119-9999-000003, des de l’onze de juny de 1998 (DOCV Núm. 5.449 / 13.02.2007)
L´ermita de Sant Josep està ubicada en l'antic poble de Sanç, que al llarg del segle XX es convertí en una barriada de l'Énova. Es localitza al final del carrer Major, que travessa la població, fent cantó amb la Plaça de Sanç, molt pròxima a la veïna localitat de Manuel.

## Història
Es tracta d'un edifici del segle XVIII que patí grans remodelacions durant el segle XIX i després de la Guerra Civil. Amb el pas del temps ha sigut sotmés a diverses actuacions malgrat que actualment necessitaria una restauració.
Ocupa el solar on s'alçava una antiga mesquita i una posterior església, que quedà assolada l'any 1835. Administrativament aquest edifici estava sota la jurisdicció eclesiàstica de la parròquia de l'Énova des de 1535, moment de la constitució de les rectories de moriscos. L'antic poble de Sanç, a diferència de l'Énova, era lloc de moriscos.
L'església es tornaria a reconstruir a finals del segle XIX i primers anys del XX, realitzant-se la seua benedicció el dia de Sant Josep de 1901.

## Descripció

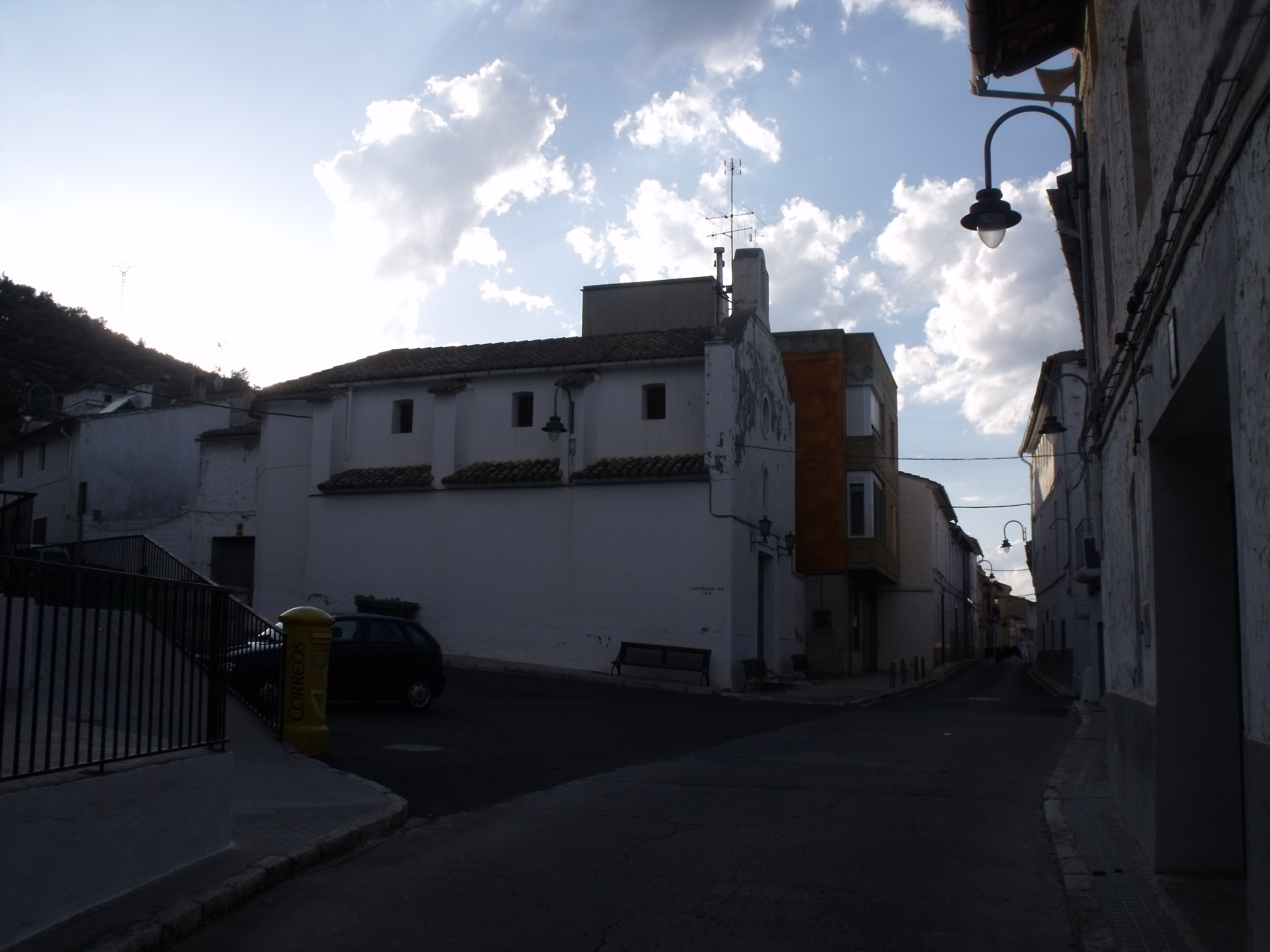
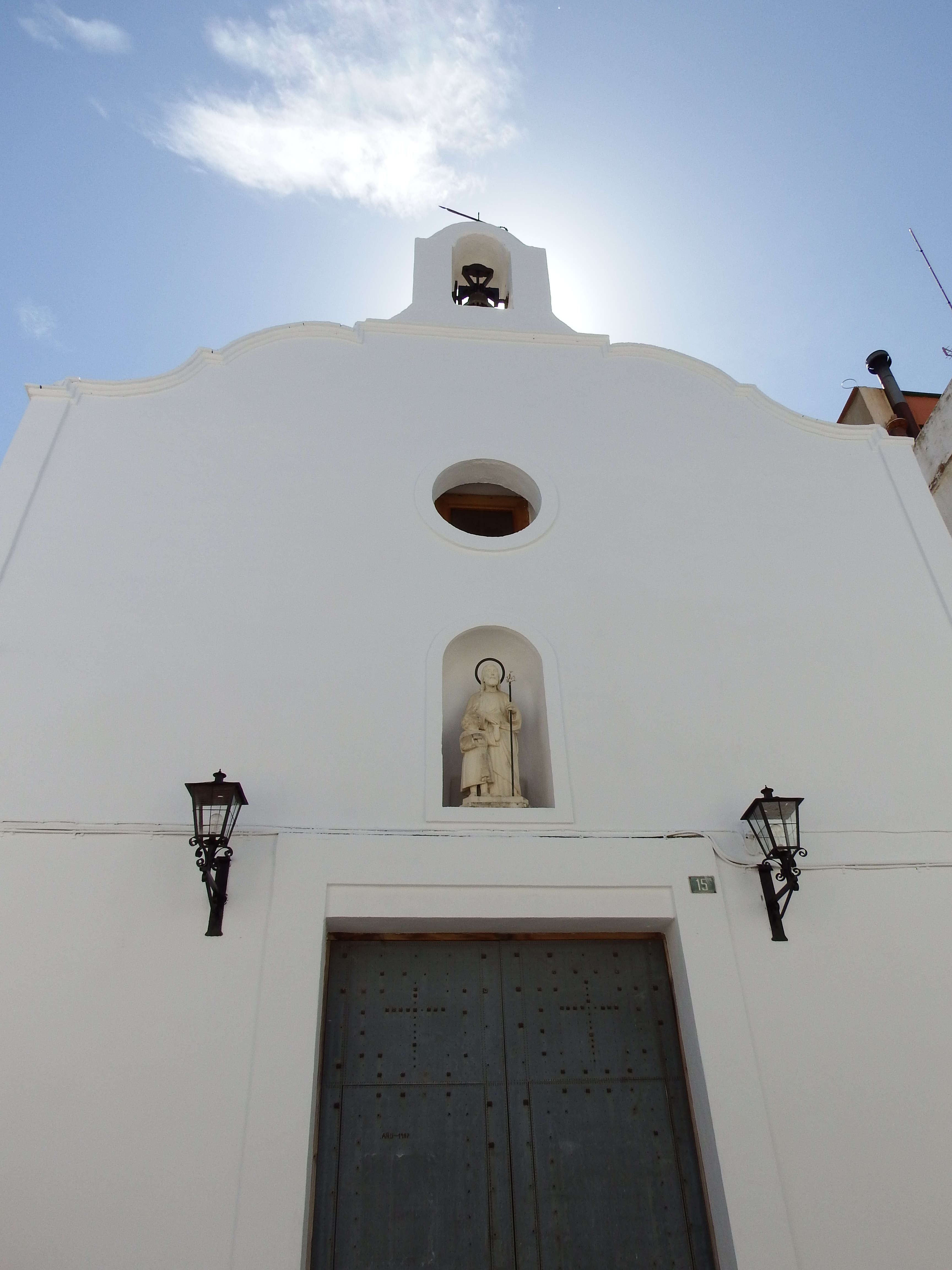
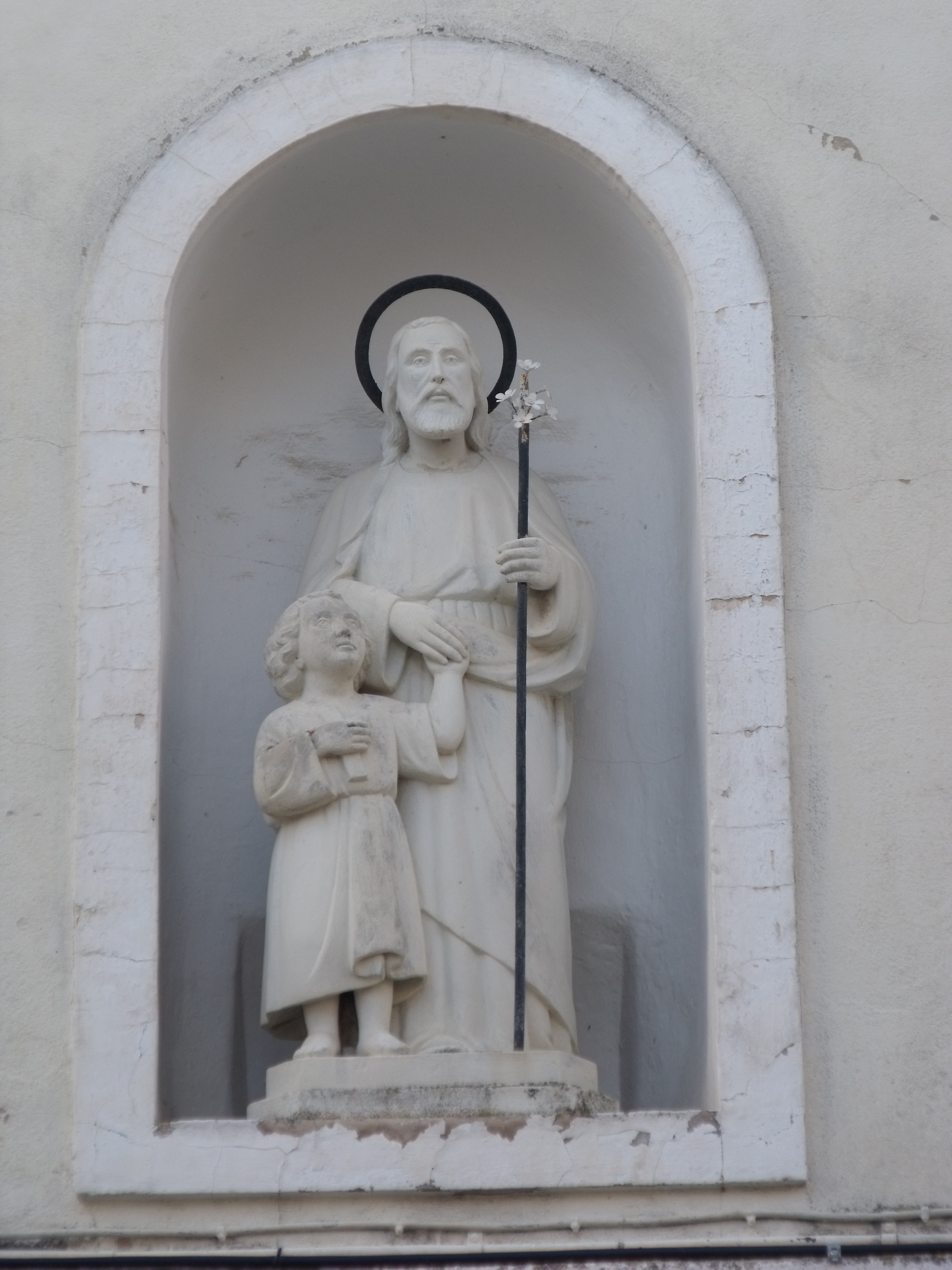

L'edifici és molt senzill, tant d'aspecte com pels materials utilitzats en la seua construcció, maçoneria, estant adossat parcialment per un dels seus laterals i destacant en el que queda lliure un cos que sobresurt amb teuladells entre els que s´alcen contraforts i amb finestretes rectangulars per a la il·luminació interior.
Presenta espadanya a la façana principal, en la que podem observar tres elements arquitectònics més: la porta d'accés al temple és de planxes rectangulars metàl·liques i en un del portells presenta l'any 1987 amb tatxes (data de l'última intervenció al temple), té tres escalons i de llinda decorada a cada costat per fanals de forja; una fornícula damunt la porta amb la imatge de Sant Josep i el Xiquet, i, finalment, un òcul redó sobre l'anterior element. Tots tres centrats a la façana principal que es remata amb l'esmentada espadanya que té una única campaneta, i penell. La coberta, a dos aigües, és de teules.
Presenta planta rectangular, de nau única, amb capelles laterals entre els contraforts. La coberta és una volta de mig canó amb llunetes cegues, recolzada sobre cornisa sostinguda per pilastres.
En el presbiteri es pot veure un retaule d'escaiola, amb una fornícula un es troba la imatge d´escaiola policromada de Sant Josep.